# Стад де л’Об
«Стад де л’Об» (фр. Stade de l'Aube) — стадион футбольного клуба «Труа». Вместимость арены — 20 400 зрителей.

## История
«Стад де л’Об» был построен в 1924 году в городе Труа, Франция. Стадион требовал значительного ремонта. В 1998 году было решено построить южную трибуну вместимостью 2 863 зрителей. В 1999 году продолжилась модернизация стадиона. Были убраны беговые дорожки и разрушена главная фанатская трибуна. Уже к сезону 1999/2000 была возведена новая, вмещающая 6 622 зрителей. В августе 1999 года была закончена и северная трибуна, которая стала вмещать 4 000 зрителей. Она была построена по прототипу южной трибуны, на ней были размещены гостевые сектора. В 2004 году была реконструирована заключительная центральная трибуна. На ней были размещены ВИП-ложи, пресс-центр и тренажёрный зал.